# Julius Friedrich Siegismund Tschirschnitz
Julius Friedrich Siegismund Tschirschnitz (geboren am 14. Dezember 1825 in Psany bei Adelnau; gestorben am 22. Mai 1868 in Köln) war ein preußischer Verwaltungsbeamter und Landrat des Kreises Gummersbach.

## Leben
Der studierte Jurist Tschirschnitz trat im Jahr 1852 als Auskultator in den preußischen Staatsdienst ein. Während seiner Dienstzeit in Posen wurde er 1852 zum Regierungsreferendar ernannt und 1859 zum Regierungsassessor. 1866 wurde er in gleicher Stellung an die Regierung Köln versetzt. Während der Abordnung des Gummersbacher Landrats, August Reinhold Kaiser, als Zivilkommissar für das durch Preußen annektierte Kurfürstentum Hessen nach Kassel, vertrat Tschirschnitz diesen von Juli 1866 bis zum 30. Juni 1867 in Gummersbach. Er starb unverheiratet im Dienst in Köln, Christophstr. 24.